# Bloxom
Bloxom és una població del Comtat d'Accomack a l'estat de Virgínia (Estats Units d'Amèrica). Segons el cens dels Estats Units del 2000 tenia 395 habitants.

## Demografia
Segons el cens del 2000, Bloxom tenia 395 habitants, 160 habitatges, i 99 famílies. La densitat de població era de 476,6 habitants per km².
Dels 160 habitatges en un 23,1% hi vivien nens de menys de 18 anys, en un 43,8% hi vivien parelles casades, en un 13,1% dones solteres, i en un 38,1% no eren unitats familiars. En el 30,6% dels habitatges hi vivien persones soles el 9,4% de les quals corresponia a persones de 65 anys o més que vivien soles. El nombre mitjà de persones vivint en cada habitatge era de 2,47 i el nombre mitjà de persones que vivien en cada família era de 2,94.
Per edats la població es repartia de la següent manera: un 21,8% tenia menys de 18 anys, un 12,2% entre 18 i 24, un 24,3% entre 25 i 44, un 27,1% de 45 a 60 i un 14,7% 65 anys o més.
L'edat mediana era de 38 anys. Per cada 100 dones de 18 o més anys hi havia 99,4 homes.
La renda mediana per habitatge era de 25.000 $ i la renda mediana per família de 33.125 $. Els homes tenien una renda mediana de 23.750 $ mentre que les dones 15.625 $. La renda per capita de la població era de 13.337 $. Entorn del 15,4% de les famílies i el 14,4% de la població estaven per davall del llindar de pobresa.

## Poblacions més properes
El següent diagrama mostra les poblacions més properes.